# ラティウム同盟
ラティウム同盟 (ラテン語: Foedus Latinum; 紀元前7世紀頃 – 紀元前338年) は、古代ローマに近隣していた約30の村々や部族からなる同盟で、相互防衛のために結成された。この名称はラテン語に相当するものはなく、現代の歴史家によって名付けられたものである。

## 同盟の結成
そもそもこの同盟は、周辺地域 (エトルリア)の敵に対抗するため、アルバ・ロンガの主導で結成された。 断片的に残された大カトーの碑文によると、一時はトゥスクルム、アリキア、ラヌウィウム、ラウィニウム、コラ、ティブル、ポメティア、そしてアルデアが加盟していたという。

## ローマの台頭
王政ローマ第7代の王タルクィニウス・スペルブスの治世下では、ローマがラティウム同盟の主導的立場に収まり、同盟はローマの指定する日時に軍を供出して連合軍を結成する条約を結んだ。そのようにして、タルクィニウスはローマとラティウム軍の混成を進めていった。
初期の共和政ローマとラティウム同盟が連合したのは紀元前493年のことで、それまで同盟は追放されたタルクィニウスを支援していたが、伝承によればレギッルス湖畔の戦いでローマが勝利した後に「カッシウス条約」が結ばれたという。条約では遠征軍におけるローマ側の主導権と、戦利品の共有（後の第二次ラティウム戦争では宣戦の口実となる）が唱えられた。この同盟はアエクイ族やウォルスキ族といったアペニン山脈の部族連合の侵略を撃退し、連合軍はラティウムを守り抜いた。

## ラティウム戦争
王政ローマから共和政初期の期間にはローマとラティウム間で数々の紛争があり、主にローマとラティウム各個の都市間で争われたが、ラティウム同盟全体が敵に回ったこともあった。
ローマの国力が上がるにつれ、徐々に同盟の主導権を握っていった。紀元前358年に行われた条約の更新では、正式にローマの主導権が認められた。それにラティウム同盟の諸都市が反発したことによって第二次ラティウム戦争 (紀元前343 - 338年) が勃発し、最終的にローマが勝利し、同盟は解消された。
紀元前338年のラティウム同盟解消後、ローマはトゥスクルムを手始めにラティウムの諸都市をムニキピアとし、その他にも植民市を建設していった。ラティウム同盟の諸都市は名実ともローマによって支配され、その住民はローマによって取り込まれていった。

## 加盟諸都市
アルバ・ロンガ (主導都市、紀元前7世紀中盤に破壊される)、アルデア、アリキア、コラ、ラヌウィウム、ラウィニウム、ポメティア、ティブル、トゥスクルム